# Joe McKelvey
Joe McKelvey (en irlandés: Seosamh Mac Giolla Bhuidhe; 17 de junio de 1898 - 8 de diciembre de 1922) fue un oficial del Ejército Republicano Irlandés (IRA) ejecutado durante la guerra civil irlandesa.

## Escenario
Nació en una familia nacionalista en Stewartstown, Condado de Tyrone. Tuvo un gran interés en la Asociación Atlética Gaélica y en la lengua irlandesa. Estudió contabilidad y obtuvo las acreditaciones necesarias para ejercer el oficio, pero no lo hizo de forma plena. Trabajó durante un tiempo en las Oficina de Hacienda de la plaza de la Reina en Belfast y posteriormente encontró trabajo en la industria de ingeniería de Belfast con Mackies en el Springfield Road. Se unió a la Hermandad Republicana irlandesa y a los Voluntarios irlandeses, que a partir de 1919 serían la base del Ejército Republicano irlandés (IRA).
Fue miembro fundador del Club O'Donovan Rossa GAC Belfast en 1916, localizado en Falls Road, Belfast. Cada año el club le honra con jóvenes arrojando bombas, un concurso con invitación qué se participa en los clubes de toda Irlanda.

## Guerra de Independencia
McKelvey participó en la Guerra de Independencia de Irlanda (1919–1921) contra los británicos, en la que lideró la Brigada Belfast del IRA. En abril de 1920, él y otros Voluntarios quemaron la oficina de Hacienda de Belfast, donde había trabajado con anterioridad. En julio de 1920, durante una ola de violencia a raíz del asesinato de un inspector de policía del norte (Gerard Smyth) en Cork por el IRA, McKelvey fue expulsado de su trabajo por intimidación leal. Al igual que él, otros 7.000 católicos y activistas protestantes de izquierda política también perdieron sus trabajos por el mismo motivo. Muchos de los desempleados y los católicos resentidos fueron más tarde reclutados por el IRA, y McKelvey escribiría que el 75% de los miembros del IRA eran desempleados. El 22 de agosto de 1920, McKelvey conspiró para organizar el asesinato del Detective de la RIC Oswald Swanzy en Lisburn. Su asesinato fue llevado a cabo por militantes del IRA de Cork, pero McKelvey organizó el transporte de los asesinos en taxi y les proporcionó armas. En represalia por este tiroteo, 300 casas católicas en Lisburn fueron incendiadas. McKelvey se vio obligado a ocultarse en Dublín durante algún tiempo después de estos acontecimientos.
En marzo de 1921, el IRA fue reorganizado por la ejecutiva de Dublín en Divisiones y McKelvey fue nombrado comandante de la Tercera División del Norte, responsable de Belfast y alrededores. Fue criticado por algunos de los voluntarios más jóvenes, y más radicales de la Brigada Belfast, dirigida por Roger McCorley por ser reacios a ordenar la ejecución de agentes de policía y militares británicos en Belfast. McKelvey temía (como después sucedió) que tales acciones provocarían represalias contra la comunidad católica y nacionalista irlandés por parte de los lealistas. No obstante, fue incapaz de controlar a algunos de sus voluntarios más jóvenes, que formaron una "unidad activa de servicio" por su cuenta y asesinaron regularmente tanto a soldados como a policías. Ante estos hechos, los lealistas, generalmente respaldados por la Ulster Special Constabulary, atacaron las zonas habitadas por católicos. El IRA se vio obligado a defender estas zonas, y McKelvey temió que la organización fuese arrastrada hacia un conflicto sectario en lugar de desarrollar una "lucha" real por la independencia irlandesa. En mayo de 1921, el mando de McKelvey sufrió un severo revés, cuando cincuenta de sus mejores hombres que habían sido enviados al Condado de Cavan para entrenar y establecer relaciones con las unidades del IRA de la zona, fueron rodeados y capturados por el Ejército británico en la colina Lappanduff el 9 de mayo.
En gran parte de Irlanda, las hostilidades tras la tregua declarada el 11 de julio de 1921. Sin embargo, en el norte y particularmente en Belfast, la violencia se intensificó hasta el año siguiente. McKelvey escribió a la Ejecutiva del IRA, que en ese momento su comando no disponía de apenas armas ni de dinero. En marzo de 1922, muchos de sus papeles, en los que figuraban los nombres y las unidades de aproximadamente 1.000 miembros del IRA en Belfast cayeron en manos de la Ulster Special Constabulary durante una redada en St Mary's Hall.

## Guerra civil
McKelvey fue el único de los líderes del IRA de Belfast en negarse a aceptar el Tratado anglo-irlandés. La mayoría de sus camaradas aceptaron las garantías ofrecidas por Michael Collins de que, a pesar de que el tratado impicaba la división de Irlanda del Norte del resto del país, esto era sólo una concesión temporal que sería revisada posteriormente. McKelvey no aceptó esto, resultado renunció a su cargo como jefe de la Tercera División Norte del IRA y se unió al IRA Anti-Tratado en Dublín.
Participó en el rechazo del IRA anti-tratado hacia la autoridad del Dáil Éireann (gobierno civil de la República irlandesa declarada en 1919) en marzo de 1922 y fue elegido Jefe del Ejército del IRA. En abril de 1922, estuvo al frente de la ocupación de los Four Courts en desafío del nuevo Estado Libre irlandés. Esta acción provocó el estallido de la guerra civil, entre los partidarios y detractores del Tratado. McKelvey formaba parte de la línea más dura de los anti-Tratado y fue Jefe del Estado Mayor del IRA brevemente en junio de 1922, sucediendo a Liam Lynch.
El 28 de junio de 1922, el nuevo Estado Libre Irlandés bombardeó el edificio de Four Courts que había sido ocupado por milicianos anti-Tratado. Los Republicanos que ocupaban los alrededores del edificio, se rindieron después de varios días de lucha y McKelvey fue capturado. Estuvo prisionero durante cinco meses en la Prisión de Mountjoy en Dublín.

## Ejecución
El 8 de diciembre de 1922, Joe McKelvey fue ejecutado junto a otros tres opositores del tratado Rory O'Connor, Liam Mellows y Richard Barrett. Las ejecuciones fueron sido ordenadas en respuesta por el asesinato de Sean Hales, un partidario del Tratado del Tercer Dáil.
En vísperas de su ejecución,  escribió una carta a un amigo familiar:
Carta escrita por McKelvey para la Señora Sullivan, 7 de diciembre de 1922